# أحمد حامد (لاعب خماسي حديث)
أحمد حامد (مواليد 1 يونيو 1997) هو لاعب خماسي حديث مصري، مثّل بلاده في الألعاب الأولمبية الصيفية 2020.

## المشاركة الأولمبية
| الدورة     | البلد     | المبارزة (إيبيه لمسة واحدة) | المبارزة (إيبيه لمسة واحدة) | المبارزة (إيبيه لمسة واحدة) | المبارزة (إيبيه لمسة واحدة) | السباحة (200 متر حرة) | السباحة (200 متر حرة) | السباحة (200 متر حرة) | الفروسية (قفز حواجز) | الفروسية (قفز حواجز) | الفروسية (قفز حواجز) | الرماية والعدو (10 متر مسدس هواء)/(3200 م) | الرماية والعدو (10 متر مسدس هواء)/(3200 م) | الرماية والعدو (10 متر مسدس هواء)/(3200 م) | مجموع النقاط | الترتيب النهائي |
| الدورة     | البلد     | ج. ت.                       | ج. إ.                       | الترتيب                     | النقاط                      | الوقت                 | الترتيب               | النقاط                | الأخطاء              | الترتيب              | النقاط               | الوقت                                      | الترتيب                                    | النقاط                                     | مجموع النقاط | الترتيب النهائي |
| ---------- | --------- | --------------------------- | --------------------------- | --------------------------- | --------------------------- | --------------------- | --------------------- | --------------------- | -------------------- | -------------------- | -------------------- | ------------------------------------------ | ------------------------------------------ | ------------------------------------------ | ------------ | --------------- |
| طوكيو 2020 | مصر (EGY) | 16–19                       | 0                           | 21                          | 196                         | 2:06.58               | 28                    | 297                   | 21                   | 19                   | 279                  | 11:25.85                                   | 20                                         | 615                                        | 1387         | 24              |

## روابط خارجية
أحمد حامد (لاعب خماسي حديث) على موقع الاتحاد الدولي للخماسي الحديث (الإنجليزية)
- أحمد حامد (لاعب خماسي حديث) على موقع اللجنة الأولمبية الدولية (الإنجليزية)
- أحمد حامد (لاعب خماسي حديث) على موقع أوليمبيديا (الإنجليزية)